# Berlinetta

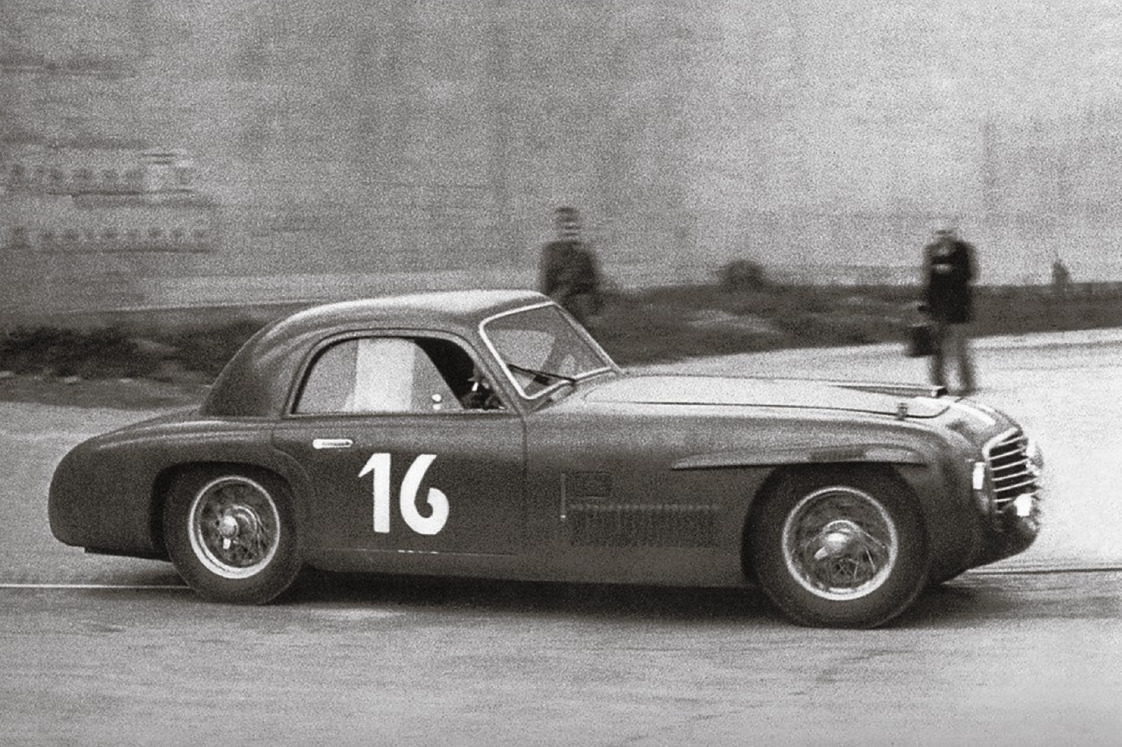
Ferrari 166 S Berlinetta 1948

La berlinetta (diminutivo di Berlina) è oggi un tipo di vettura sportiva con carrozzeria chiusa, a due porte e a 2 posti, o anche a 2+2 posti, con uno stile sviluppato negli anni, perlopiù dalla casa automobilistica Ferrari, a partire dagli anni Quaranta, con la 166 S Berlinetta , una coupé con carrozzeria Allemano.

## Definizione

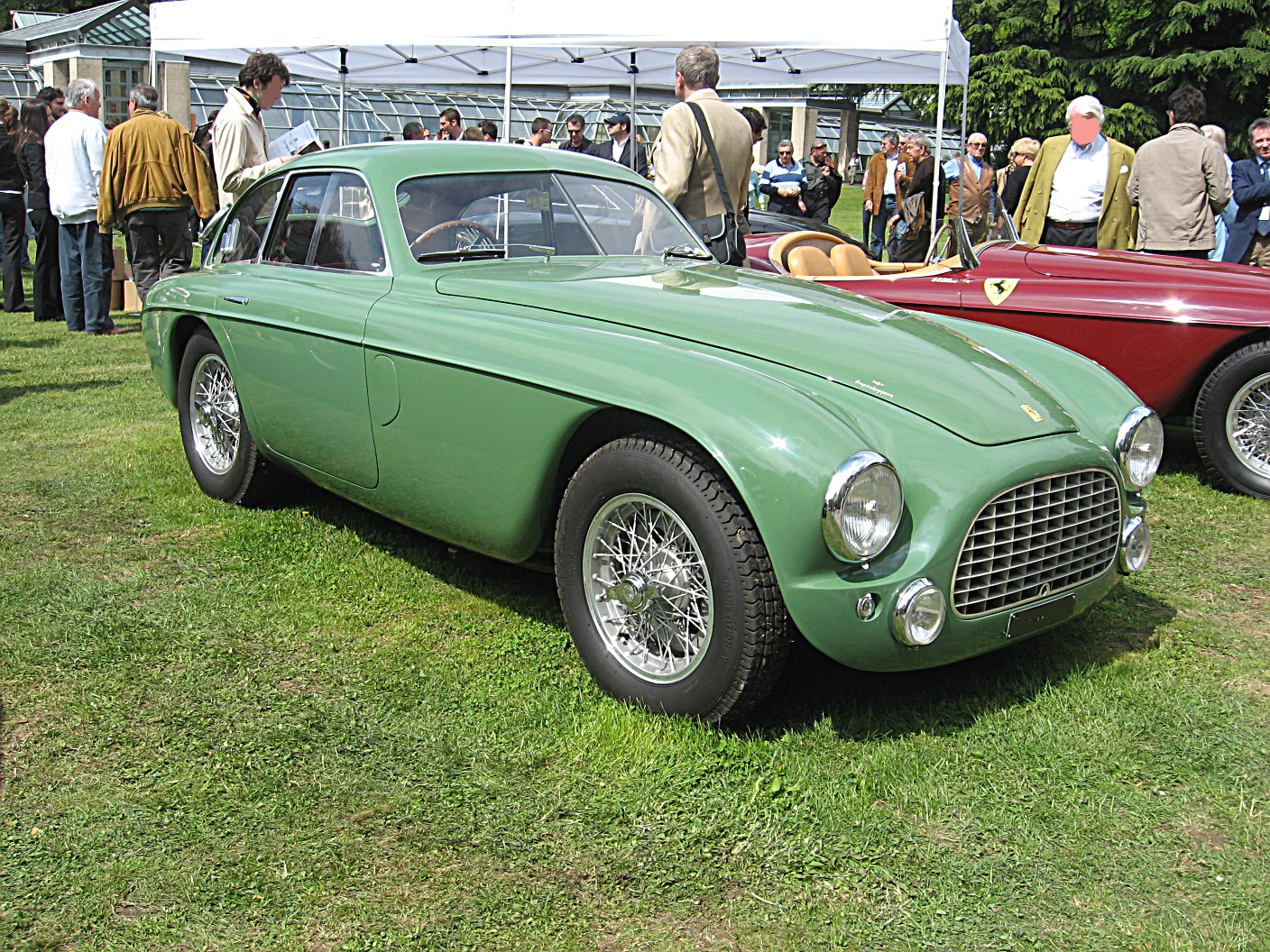
Ferrari 212 Export del 1951, una delle prime berlinette prodotte

La berlinetta è talvolta un sinonimo, talvolta un sottoinsieme della più vasta categoria delle vetture coupé, però priva dei posti posteriori o con posti di fortuna nella configurazione 2+2.
Solitamente caratterizzate da una forte connotazione sportiva, a partire dagli anni ottanta le carrozzerie tipo "berlinetta" sono prevalentemente accomunate alle autovetture di alte prestazioni.
In passato, il termine berlinetta era utilizzato per denominare vetture la cui produzione era destinata all'uso in campo agonistico oltre che stradale. 
Tra le classiche berlinette da competizione del passato, vanno annoverate le più famose tra cui la Ferrari 512 BB e l'Alpine Renault A110, ma anche la piccola Panhard Dyna 750 Coupé Allemano.

## Storia

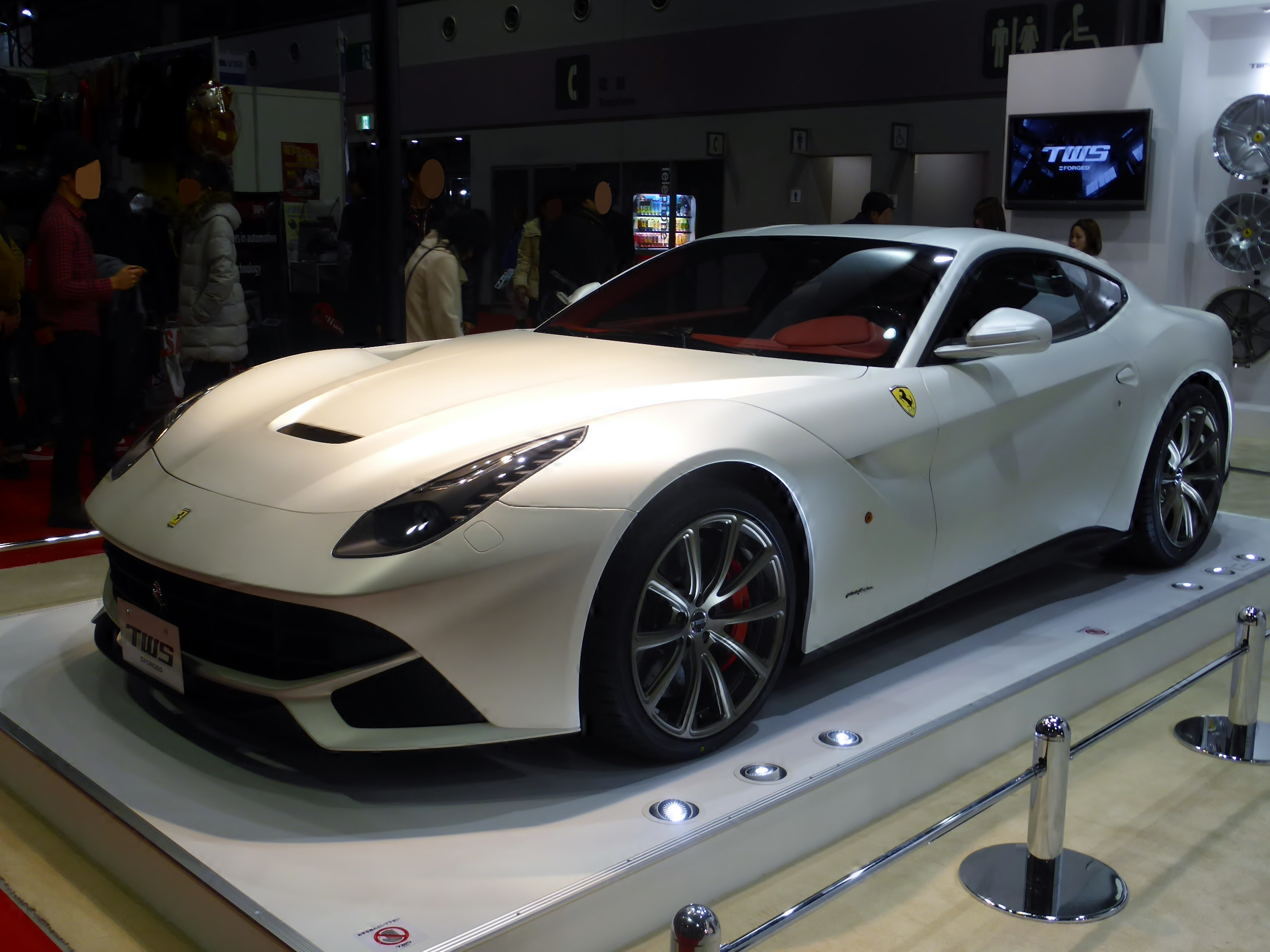
Ferrari F12 Berlinetta del 2013, esempio moderno di tale tipologia di autovettura

Introdotto nel 1930, il termine fu reso popolare dalla Ferrari nel 1950. Anche la Maserati, Opel, Alfa Romeo, Alpine e altre case automobilistiche europee hanno adottato la dicitura berlinetta in passato.
In Nord America, la Chevrolet ha prodotto una versione della Chevrolet Camaro chiamato Berlinetta, dal 1979 al 1986. Il modello aveva uno stile molto europeo volto a sottolineare più il design piuttosto che le prestazioni della vettura.

## Descrizione
Le vetture definite berlinette hanno in comune determinati canoni stilistici, che di solito sono caratterizzati dal disegno e dalla forma del lunotto che è inclinato di 45° rispetto al piano orizzontale della linea del tetto, che termina al posteriore bruscamente con una sezione verticale simile a una "coda tronca" ma con un design più rotondo e una coda più affusolata, che non evidenzia il vano del bagagliaio o il motore, se quest'ultimo è in posizione posteriore, come su una normale tre volumi, ma in modo più simile a una due volumi e mezzo.